# جيمس إي. روبنسون جونيور
جيمس إي. روبنسون جونيور (بالإنجليزية: James E. Robinson, Jr.)‏ هو عسكري أمريكي، ولد في 10 يوليو 1918 في توليدو في الولايات المتحدة، وتوفي في 6 أبريل 1945 في ألمانيا.